# FC 아슈도드
FC 아슈도드(히브리어: מועדון ספורט אשדוד, 영어: FC Ashdod)는 이스라엘의 프로 축구 구단으로, 항구 도시 아슈도드에서 활동하고 있다. 특이한 팀 이름(대부분의 이스라엘 축구팀과 달리 하포엘, 마카비, 베이타르 등 특정 유대인 스포츠 협회가 없는 클럽의 연고 도시만 표시)은 1999년 도시 라이벌인 하포엘 아슈도드와 마카비 이로니 아슈도드가 연합한 결과이다. 현재 리갓 하알에 참가하고 있다.

## 역사
구단 초창기에는 유니폼 색상이 완전히 파란색이었다. 하지만 이스라엘 축구 선수 하임 리비보가 클럽에서 더 중요한 역할을 맡으면서 유니폼 색상이 빨간색과 노란색으로 변경되었다. 하포엘은 빨간색, 마카비는 노란색이었던 이전 두 구단의 유니폼 색상을 통합하기로 결정했다.
구단은 합병 직후 성공을 거두지 못했고 팬들의 지지도 부족했다. 2004-05년 시즌 동안 리갓 하알 3위와 UEFA컵 진출이라는 최고의 성과를 거두었다. 또한 이스라엘 토토컵 결승에 진출했지만 페널티킥을 성공시켰다. 슬로베니아 프르바리가 준우승팀인 NK 돔잘레에 진출하면서 대륙 대회에서의 첫 출전은 기억에 남지 않았다.
2014-15년 시즌을 앞두고 클럽은 이로니를 구단 이름에 추가했다. 그러나 정규 시즌 마지막 경기에서 마카비 네타냐를 상대로 2-3으로 패한 마카비 이로리 아슈도드의 팬들과 갈등을 빚자, 구단의 회장인 재키 벤자켄은 구단 이름을 하포엘 아슈도드로 바꾸고 빨간색 셔츠를 입기로 결정했다. 이스라엘 축구 협회가 시즌 중 이러한 변경 사항은 불법이라고 경고했음에도 불구하고, 아슈도드는 빨간색 셔츠를 입은 하포엘 라아나나와의 플레이오프 개막 다음 경기에 "FC 하포엘 아슈도드"이라는 제목과 함께 출전했다가 결국 징계를 받았다.

## 선수 명단

### 현역
참고: FIFA 자격 규정에 따라 소속된 국가대표팀 국기를 표시합니다. 선수는 복수의 FIFA 비회원국 국적을 가지고 있을 수 있습니다.
| 번호 | 포지션 | 국적 | 이름 |
| ---- | ------ | ---- | ---- |

| 번호 | 포지션 | 국적 | 이름 |
| ---- | ------ | ---- | ---- |